# أفرو 636
أفرو 636 طائرة مقاتلة وتدريب بمحرك واح بنتها شركة أفرو البريطانية في منتصف ثلاثينيات القرن العشرين. تم بناء 4 طائرات للقوات الجوية الإيرلندية.

## مواصفات أفرو 667
الخصائص العامة
- الطاقم: Two
- الطول: 27 ft 6 in (8.38 m)
- باع الجناح: 33 ft 0 in (10.06 m)
- الارتفاع: 11 ft 7 in (3.53 m)
- مساحة الجناح : 261 ft² (24.3 m²)
- الوزن فارغة: 2,766 lb (1,255 kg)
- الوزن محملة: 3,271 lb (1,484 kg)

الأداء
- السرعة القصوى: 152 kn (175 mph, 282 km/h)
- سقف الخدمة: 18,000 ft (5,500 m)
- معدل الصعود: 1,200 ft/min (6.1 m/s)
- حمولة الجناح: lb/ft² (kg/m²)